# Hank Greenberg
Henry Benjamin Greenberg, soprannominato "Hammerin' Hank", "Hankus Pankus" o "The Hebrew Hammer", detto Hank (New York, 1º gennaio 1911 – Beverly Hills, 4 settembre 1986), è stato un giocatore di baseball statunitense di ruolo prima base nella Major League Baseball (MLB). È stato introdotto nella National Baseball Hall of Fame nel 1956.

## Carriera
Greenberg giocò la maggior parte della carriera con i Detroit Tigers come prima base negli anni trenta e quaranta. È stato uno dei migliori battitori della sua generazione ed è considerato uno dei migliori di tutti i tempi. Servì anche per quattro anni nell'Esercito nella seconda guerra mondiale che ebbe luogo durante la sua carriera nella MLB.
Greenberg disputò le prime 12 stagioni della carriera con i Tigers. Con essi fu convocato per quattro All-Star Game e premiato due volte come MVP dell'American League: nel 1935 (come prima base) e nel 1940 (come esterno sinistro). In nove stagioni ebbe una media battuta di oltre .300, raggiungendo per quattro volte le World Series con i Tigers, vincendole nel 1935 (dove si infortunò in gara 2) e 1945. Guidò per quattro volte le lega in fuoricampo e i 58 che batté nel 1938 eguagliarono quelli di Jimmie Foxx del 1932 come miglior risultato di tutti i tempi per un giocatore che non fosse Babe Ruth all'epoca. Greenberg fu il primo giocatore della MLB a battere 25 o più home run in una stagione in entrambe le leghe e rimane il detentore del record della AL per punti battuti a casa da un battitore destro (183 nel 1937, in una stagione con un calendario da 154 partite, contro le 162 attuali).
Greenberg fu la prima superstar ebrea negli sport di squadra americani. Attrasse l'attenzione nazionale nel 1934 quando si rifiutò di giocare durante lo Yom Kippur, la festa più sacra del Giudaismo, anche se non era particolarmente osservante dal punto di vista religioso e i Tigers erano nel bel mezzo della battaglia per il titolo di lega. Nel 1947 fu ceduto ai Pittsburgh Pirates dove disputò l'ultima stagione della carriera. Fu uno dei pochi giocatori avversari a dare pubblicamente il benvenuto a Jackie Robinson nelle major league quell'anno. Nel 1999 fu inserito da The Sporting News‍ al 37º posto nella classifica dei migliori cento giocatori di tutti i tempi.

## Palmarès

### Club
- World Series: 2

Detroit Tigers: 1935, 1945

### Individuale
- MVP dell'American League: 2

1935, 1940
- MLB All-Star: 5

1937–1940, 1945
- Leader dell'American League in fuoricampo: 4

1935, 1938, 1940, 1946
- Leader dell'American League in punti battuti a casa: 4

1935, 1937, 1940, 1946
- Numero 5 ritirato dai Detroit Tigers